# MLS All-Star Game de 1997
A partida MLS All-Star de 1997 foi a segunda edição, o jogo envolveu as principais estrelas da Major League Soccer. A equipe da Conferência Leste enfrentou a Conferência Oeste no Giants Stadium, East Rutherford, em 09 de julho de 1997. A Conferência Leste venceu o jogo por 5-4, com gols de Valderrama, Galderisi, Warzycha, Williams e McBride enquanto Washington, Campos, Takawira e Jones descontaram para a Conferência Oeste. O meio de campo da Conferência Leste Carlos Valderrama foi nomeado como o melhor jogador da partida. Arturo Angeles arbitrou o jogo, que foi acompanhado por 24.816 torcedores.

## Detalhes
| 09 de julho | Conferência Leste                                                                        | 5 – 4  | Conferência Oeste                                                    | Giants Stadium, East Rutherford         |
|             | Valderrama 50' · Galderisi 63' · Robert Warzycha 66' · Richie Williams 70' · McBride 88' | Report | 11' Dante Washington · 44' Campos · 80' Vitalis Takawira · 86' Jones | Público: 24 816 Árbitro: Arturo Angeles |

| CONFERÊNCIA LESTE: |  |                    |  |     |     |
|                    |  |                    |  |     |     |
| GO                 |  | Walter Zenga       |  | 46' |     |
| DE                 |  | Eddie Pope         |  | 46' |     |
| DE                 |  | Alexi Lalas        |  | 46' |     |
| DE                 |  | Jeff Agoos         |  |     |     |
| MC                 |  | Robert Warzycha    |  |     | 79' |
| MC                 |  | John Harkes        |  | 46' |     |
| MC                 |  | Roberto Donadoni   |  | 28' |     |
| MC                 |  | Carlos Valderrama  |  |     |     |
| MC                 |  | Marco Etcheverry   |  | 46' |     |
| AT                 |  | Raúl Díaz Arce     |  | 46' | 79' |
| AT                 |  | Jaime Moreno       |  | 46' |     |
| Substitutos:       |  |                    |  |     |     |
| GO                 |  | Tony Meola         |  | 46' |     |
| DE                 |  | Ted Chronopoulos   |  | 46' |     |
| DE                 |  | Frank Yallop       |  | 46' |     |
| MC                 |  | Richie Williams    |  | 46' |     |
| MC                 |  | Steve Ralston      |  | 28' |     |
| AT                 |  | Giuseppe Galderisi |  | 46' |     |
| AT                 |  | Chiquinho Conde    |  | 46' |     |
| AT                 |  | Brian McBride      |  | 46' |     |
| Técnico:           |  |                    |  |     |     |
|                    |  |                    |  |     |     |

| CONFERÊNCIA OESTE: |  |                     |  |     |     |
|                    |  |                     |  |     |     |
| GO                 |  | Mark Dodd           |  |     | 58' |
| DE                 |  | Diego Soñora        |  |     |     |
| DE                 |  | Richard Gough       |  | 46' |     |
| DE                 |  | Marcelo Balboa      |  | 46' |     |
| MC                 |  | Chris Henderson     |  |     |     |
| MC                 |  | Damian Silvera      |  | 46' |     |
| MC                 |  | Mauricio Cienfuegos |  |     |     |
| MC                 |  | Preki               |  | 46' |     |
| MC                 |  | Alain Sutter        |  | 35' |     |
| AT                 |  | Vitalis Takawira    |  | 46' | 58' |
| AT                 |  | Dante Washington    |  | 46' |     |
| Substitutos:       |  |                     |  |     |     |
| GO                 |  | Jorge Campos        |  | 35' |     |
| DE                 |  | John Doyle          |  | 46' |     |
| MC                 |  | Mark Santel         |  | 46' |     |
| MC                 |  | Cobi Jones          |  | 46' |     |
| MC                 |  | Mark Chung          |  | 46' |     |
| AT                 |  | Mo Johnston         |  | 46' |     |
| AT                 |  | Ronald Cerritos     |  | 46' |     |
| Técnico:           |  |                     |  |     |     |
|                    |  |                     |  |     |     |

Melhor em Campo:
 Valderrama (Conferência Leste)